# سالي موفات
سالي موفات (29 ديسمبر 1964 - ) (بالإنجليزية: Sally Moffat)‏ هي لاعبة كريكت أسترالية. شاركت مع منتخب أستراليا الوطني للكريكت. أما مع النوادي، فقد لعبت مع New South Wales Breakers ‏.

## وصلات خارجية
- سالي موفات على موقع إي آس بي آن كريك إنفو (الإنجليزية)